# Le Carrosse
Pour les articles homonymes, voir Carrosse.
Le Carrosse ou 3233-WO est un concept-car prototype modulable de cyclecar de 1951, du designer industriel parisien Paul Arzens. 

## Historique
Paul Arzens (1903-1990), artiste-designer parisien de l’École nationale supérieure des Beaux-Arts de Paris, fonde son atelier-bureau d'études au 73 rue de Vaugirard, à Paris. Il y conçoit entre autres quelques concept-cars prototypes, dont La Baleine (1938), L'Œuf électrique (1942), Le Carrosse (1951), et sa Peugeot 402 Paul Arzens (1946)...

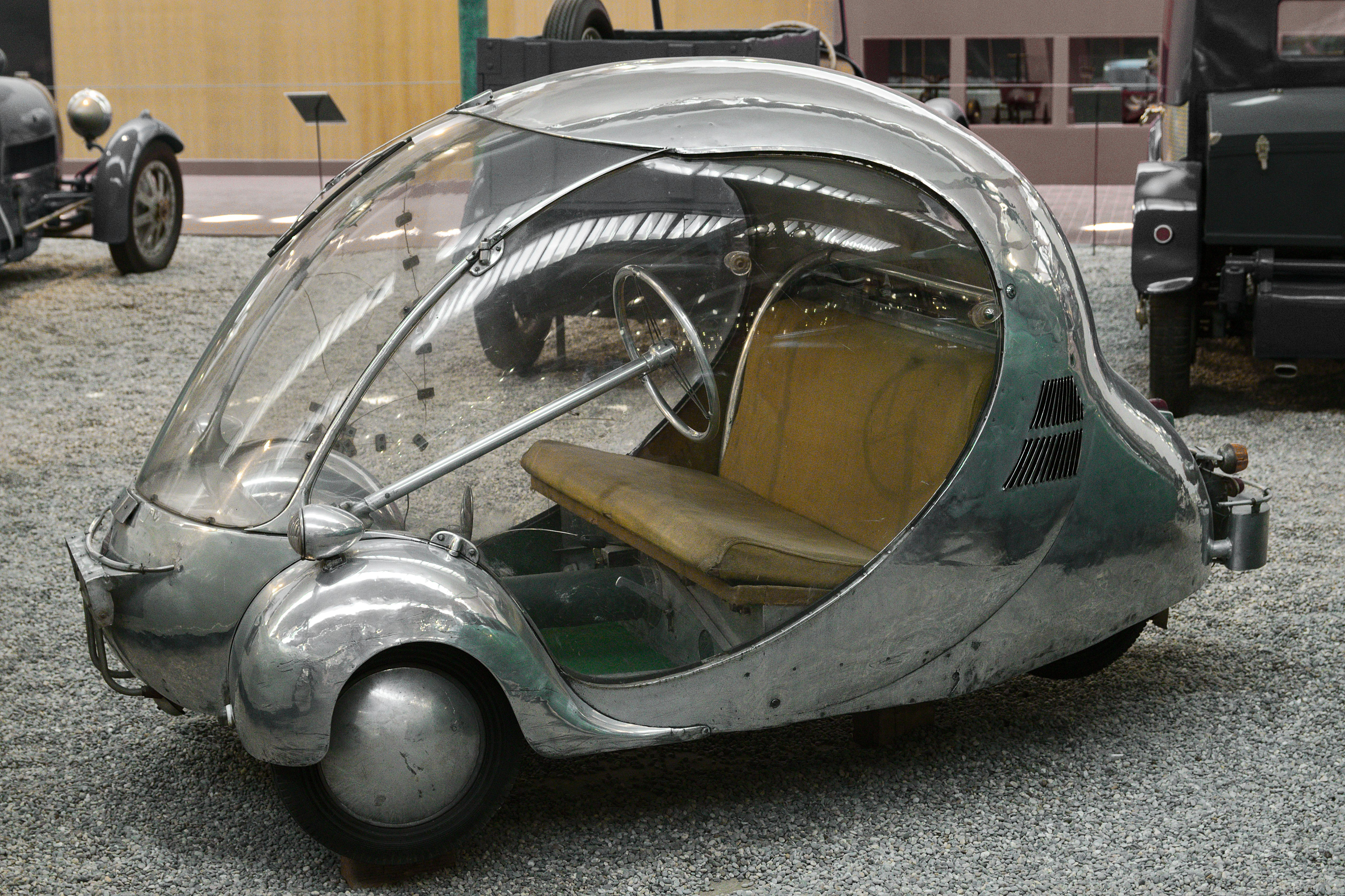
L'Œuf électrique (1942).
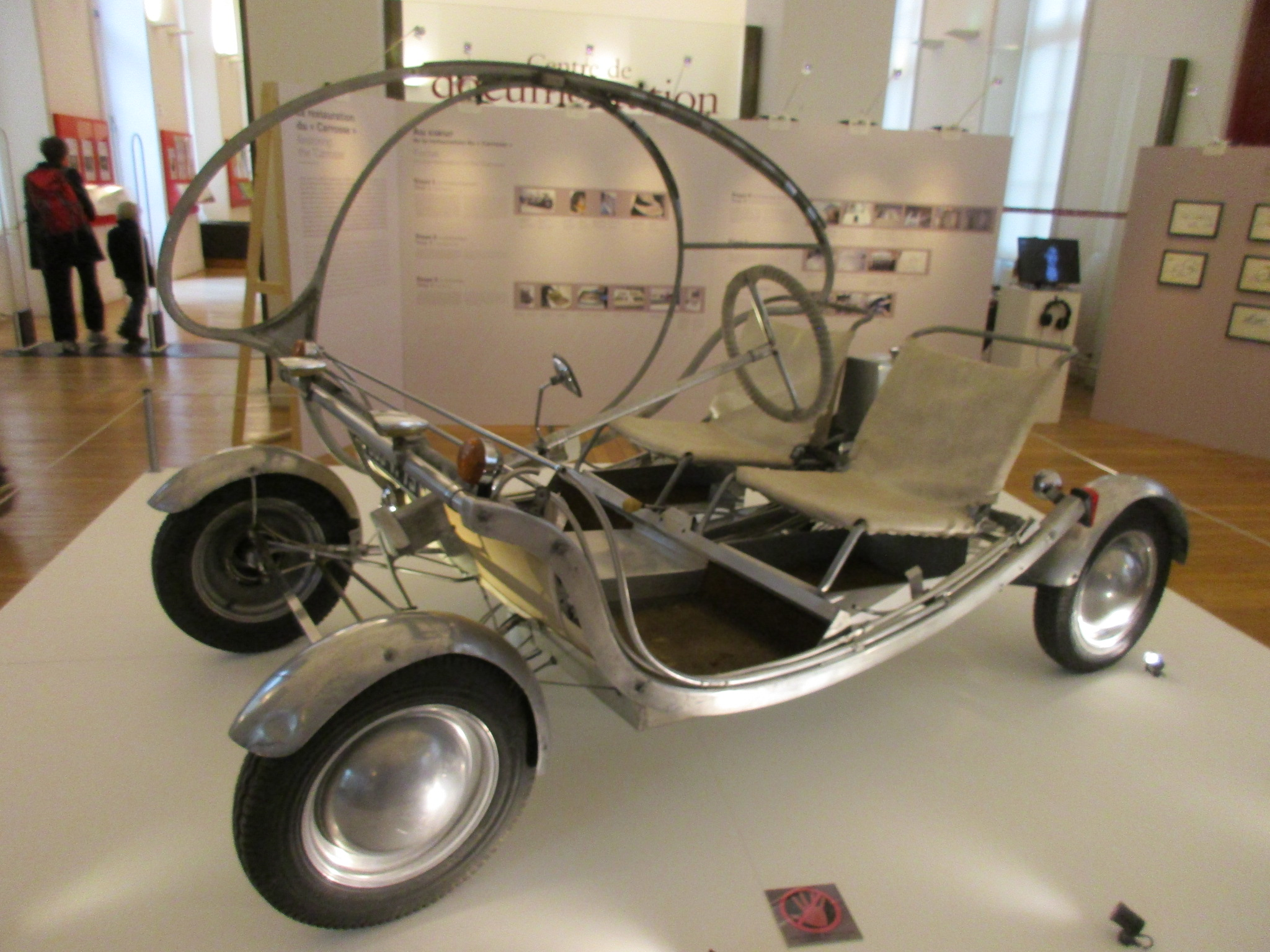
Le Carrosse.
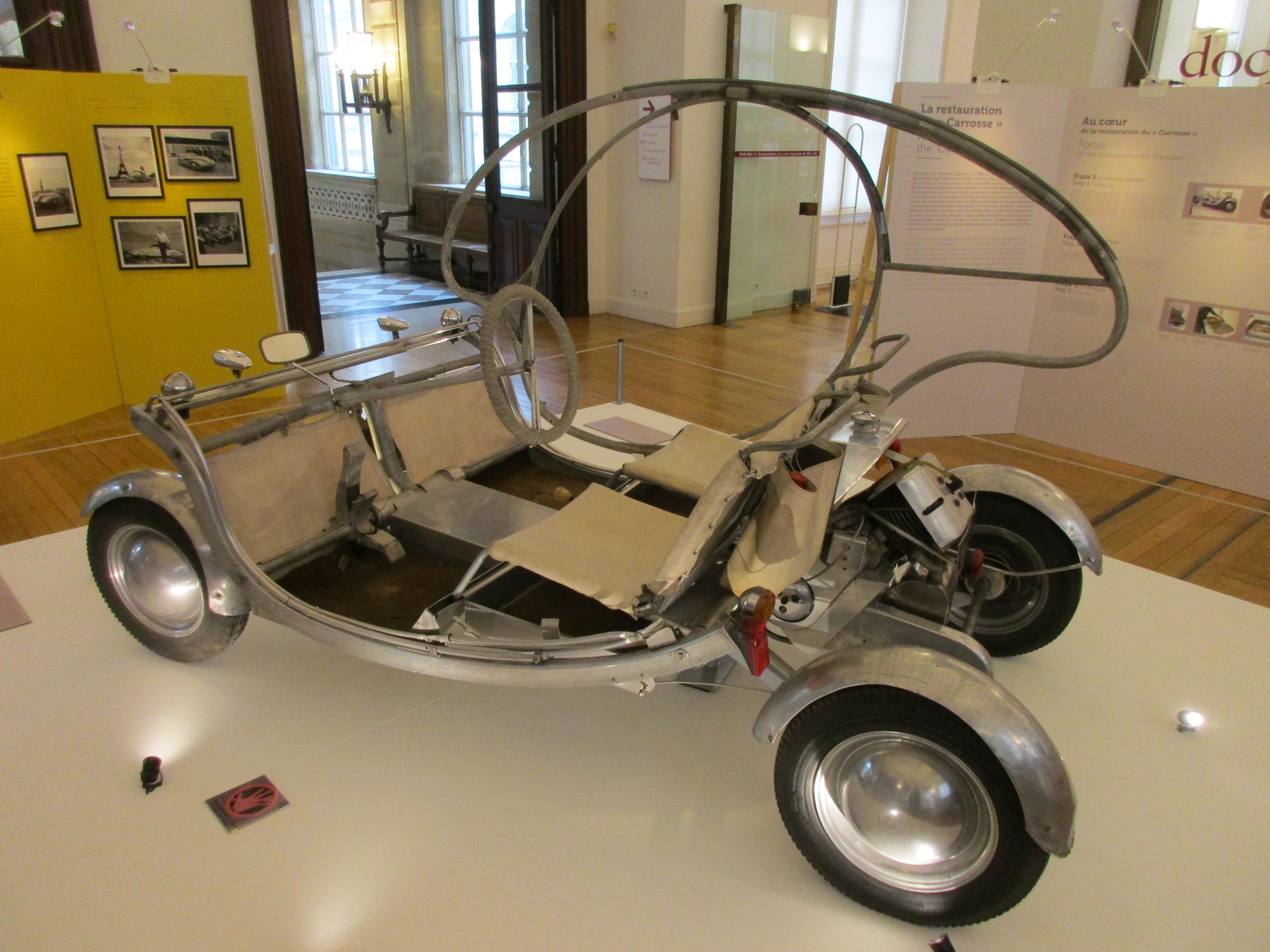
Le Carrosse.

Il étudie et conçoit ce concept car modulable sur le thème des modèles de voitures économiques et populaires à petite cylindrée d'après-guerre, à base de solution tubulaire innovante en aluminium ultra légère, en forme de carrosse, inspirée des cyclecars d'entre-deux-guerres, variante de son précédent L'Œuf électrique de 1942, et motorisée par un moteur à essence de petite cylindrée.
Plusieurs fois modifiée par son concepteur, elle est régulièrement photographiée et médiatisée par le célèbre photographe Robert Doisneau (ami de Paul Arzens),,,,.

## Musée
Elle est exposée à ce jour au musée des Arts et Métiers du conservatoire national des arts et métiers de Paris.